# Баштино (Силістринська область)
Ба́штино (болг. Бащино) — село в Силістринській області Болгарії. Входить до складу общини Главиниця.

## Населення
За даними перепису населення 2011 року у селі проживали 176 осіб.
Національний склад населення села:
| Національність   | Кількість осіб | Відсоток |
| ---------------- | -------------- | -------- |
| турки            | 166            | 94,3%    |
| болгари          | 10             | 5,7%     |
| цигани           | 0              | 0%       |
| інша             | 0              | 0%       |
| не визначились   | 0              | 0%       |
| Всього відповіли | 176            |          |

Розподіл населення за віком у 2011 році:
Динаміка населення: